# Mercedes (departamento)
Mercedes é um departamento da província de Corrientes. Possuía, em 2019, 44.486 habitantes.